# Качарава, Ника
Ни́ка Качара́ва (груз. ნიკა კაჭარავა; 13 января, 1994, Никосия, Кипр) — грузинский футболист, нападающий клуба «Паневежис». Выступал за национальную сборную Грузии. Сын грузинского футболиста и футбольного тренера Кахабера Качаравы, известного по работе в тбилисском «Динамо».

## Карьера
В сезоне 2013/14 играл за «Рубин», но не сыграв ни одного матча за основной состав перешёл в «Спартак-Цхинвали». 17 мая 2014 года в матче против клуба «ВИТ Джорджия» дебютировал в чемпионате Грузии. 4 октября того же года в мачте против «Гурии» забил первый гол за «Спартак-Цхинвали». 14 января 2016 года было объявлено о переходе Качаравы в «Ростов».
В сборной Грузии дебютировал 29 марта 2016 в матче против Казахстана.